# Herrenfähre

Die Herrenfähre vor dem Travedurchstich von 1850

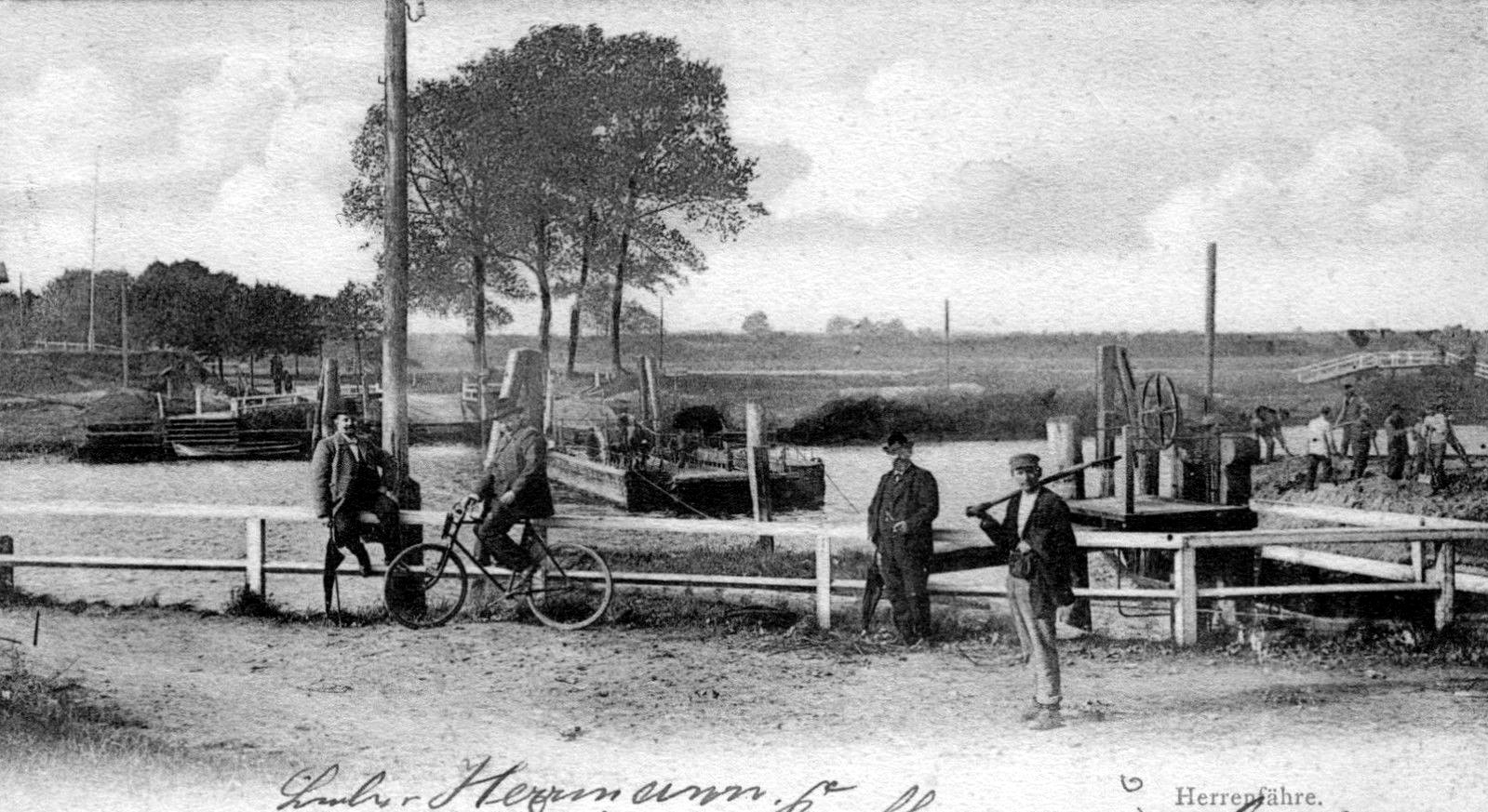
Die von 1850 bis 1902 verkehrende Kettenfähre

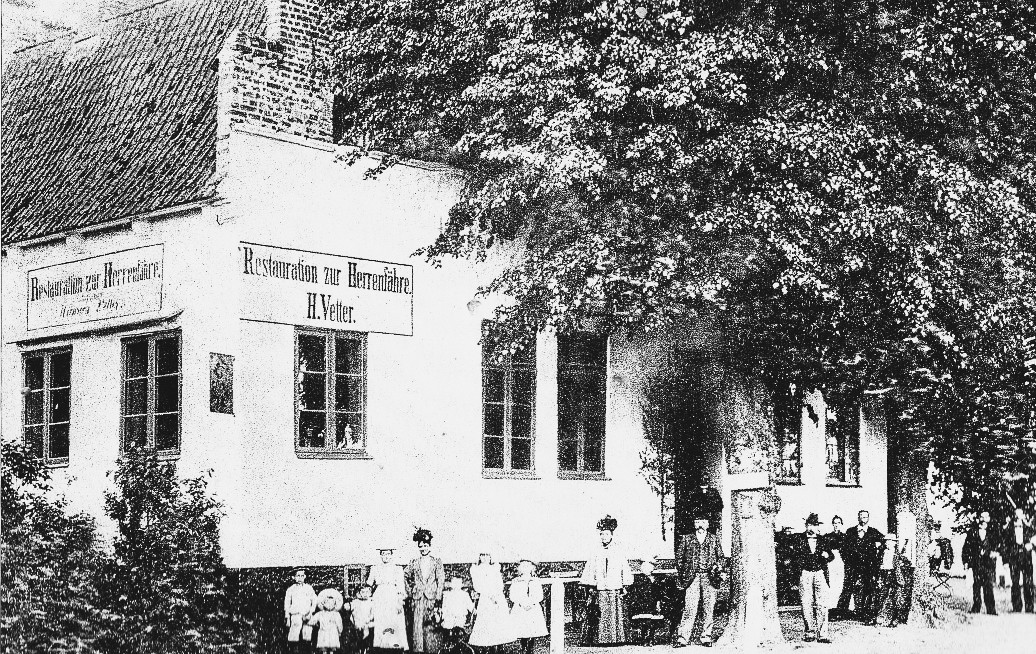
Gasthaus (1903) vor dem Bau der ersten Herrenbrücke

Die Herrenfähre war eine Lübecker Fähre über die Trave.

## Lage und Name
Die Herrenfähre verkehrte etwa einen Kilometer flussabwärts von Gothmund und ermöglichte den Übergang über die Trave im Zuge der Straße von Lübeck nach Travemünde (der heutigen Travemünder Allee). An ihrer Stelle befindet sich der 2005 eröffnete Herrentunnel.
Der Namensbestandteil Herren- leitet sich – wie auch beim nahen Herrenwyk – vom Hering ab, der in diesem Bereich der Trave ein im Mittelalter häufig gefangener Fisch war.

## Geschichte
1190 wurde die Flussfähre an dieser Stelle erstmals urkundlich erwähnt. Das Fährhaus trug zu jener Zeit die Bezeichnung Godesmannshus (Gottesmanns-Haus); vermutlich war ein Eremit hier als Fährmann tätig. Die Fähre war Eigentum der Grafen von Holstein. Da die Straßenverbindung nach Travemünde für Lübeck zunehmend wichtig wurde, bemühte sich der Rat der Stadt darum, die Fähre in städtisches Eigentum zu bringen. 1247 wurde vertraglich festgelegt, dass die Fähre (zusammen mit dem Travemünder Turm und der Priwallfähre) so lange in städtischer Hand sein sollte, wie die Grafen Vögte der Stadt blieben. Da aber auch weiterhin die Gefahr bestand, dass der Vertrag aufgekündigt werden und sowohl die wichtigen Fähren als auch die die Travemündung beherrschende Festungsanlage wieder unter holsteinische Kontrolle gelangen könnten, bemühte sich der Rat weiterhin um einen dauerhaften Erwerb. Dies gelang schließlich durch einen am 13. Januar 1329 geschlossenen Vertrag. Gegen eine Zahlung von 1060 Mark Pfennige trat Graf Johann III. nicht nur beide Fähren und den Travemünder Festungsturm vollständig an Lübeck ab, sondern verpflichtete sich auch, nirgendwo am Unterlauf der Trave eine neue Fähre einzurichten. Damit befand sich die Landverbindung nach Travemünde schließlich verlässlich in Lübecker Besitz. Ab der Übernahme der Herrenfähre durch die Stadt wurde der Fährmann vom Rat eingesetzt und war ihm unmittelbar unterstellt, was die Bedeutung der Fährverbindung unterstrich.
Ursprünglich verlief die Trave in einer Biegung südwestlich vom Fährhaus. In den Jahren 1850 bis 1854 erfolgte jedoch eine Flussregulierung zur Verbesserung der Schiffbarkeit. Dabei wurde 1850 unter anderem ein Durchstich nordöstlich vom Fährhaus angelegt. Die Fähre verkehrte fortan an dieser Stelle, während durch den alten Travelauf – den sogenannten Stau – ein fester Straßendamm gelegt wurde. Die Verlegung der Fähre brachte auch eine Änderung des Betriebs mit sich: Hatte es sich zuvor um einen von Hand gestakten und gesteuerten Fährprahm gehandelt, so war die Herrenfähre vom 10. Februar 1852 an eine Kettenfähre.
Während der zweiten Hälfte des 19. Jahrhunderts wurde die ineffiziente und insbesondere beim Übersetzen von Fuhrwerken und Kutschen nicht gefahrlose Fähre zunehmend zum Verkehrshindernis auf der viel genutzten Landstraße zwischen Lübeck und Travemünde. 1901 schließlich begann unmittelbar bei der Fähre der Bau der Herrenbrücke, die am 1. April 1902 für den Verkehr freigegeben wurde. Die nicht mehr benötigte Herrenfähre stellte den Betrieb ein und das aus dem 16. oder 17. Jahrhundert stammende Fährhaus diente fortan ausschließlich als Ausflugsgaststätte, bis es am 5. August 1905 abbrannte.
Am 24. April 1909 kollidierte der Dampfer Baltic mit der Herrenbrücke, die dabei schwer beschädigt wurde. Um die Verbindung über die Trave zu gewährleisten, musste die alte Herrenfähre für die Dauer der Reparaturarbeiten wieder in Betrieb genommen werden. Am 1. Juli 1909 wurde die wiederhergestellte Herrenbrücke für den Verkehr freigegeben und die Herrenfähre endgültig stillgelegt.